# Vaals
Vaals se nachází na jihovýchodě nizozemské provincie Limburg, asi 23 km východně od hlavního města provincie Maastrichtu a 5,5 km západně od centra Cách. V nářečí je Vaals nazýván "Vols" a obyvatelé se nazývají "Völser".

## Geografie
Vaals leží přímo na hranicí s Německem a přechází v místní část Cách Vaalserquartier.
Tato hraniční obec se skládá z částí Vaals, Lemiers a Vijlen. K Vaalsu patří také osady Raren a Wolfhaag, k Lemiers Holset a Mamelis, k Vijlenu Camerig, Cottessen, Harles, Melleschet a Rott.
Na území obce leží Vaalserberg, nejvyšší vrchol kontinentálního Nizozemí. Na tomto 322,5 m n. m. vysokém vrcholu se nachází trojmezí mezi Belgií, Německem a Nizozemskem.
Na území obce Vaals se nachází na silnici do Gemmenichu (Belgie) také nejvýše položený hraniční přechod Nizozemska v nadmořské výšce 275 m.
Na setkání ulic Akenerstraat a Alte Vaalser Straße upomíná nepatrné muzeum (asi 1 m²) na časy, kdy hranice ještě nebyly otevřeny.

## Historie

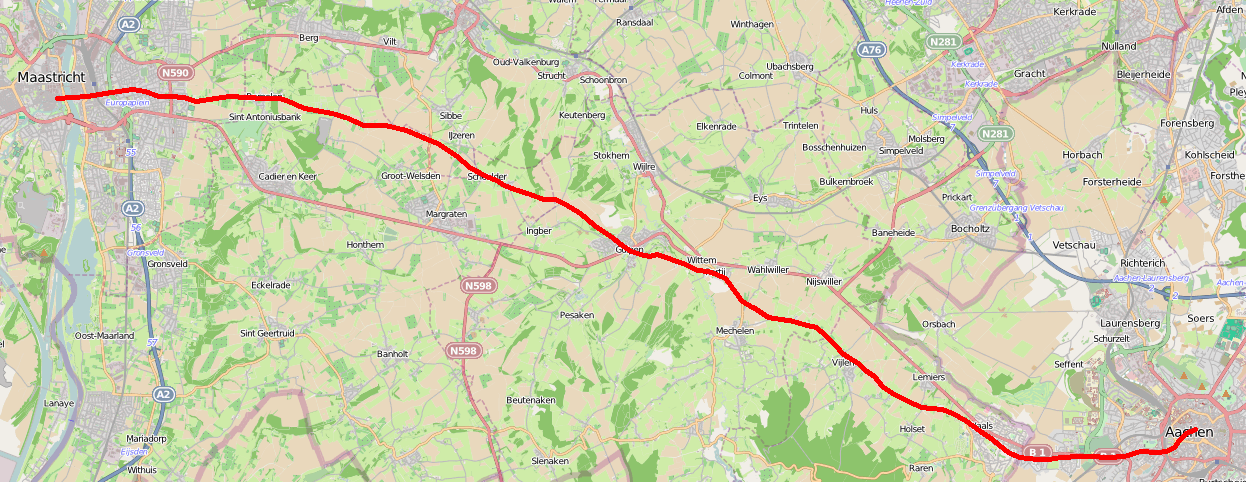
Stará římská cesta Maastricht - Vaals - Cáchy

Oblast kolem Vaalsu byla osídlena již v pravěku. U Vijlenu a na kopci Vaalserberg byly nalezeny pohřební mohyly z období kultury s lineární keramikou (5300 až 4900 př. n. l.) a také pozůstatky římské vily u Lemiers. V římské době se Vaals nacházel na křižovatce dvou římských cest: jednak Staré cášské cesty z Maastrichtu do Cách a cesty z opatství Rolduc do Starého Moresnetu. Kromě toho byly v roce 2016 v rámci stavebních prací nalezeny keramické střepy z karolinského období.
První zmínka o Vaalsu pochází z roku 1041, kdy se připomíná jako Vaels (z latinského vallis = údolí). Podle této listiny daroval císař Jindřich III. pozemky v Holsetu, Lemiers, Vijlen a Mamelis klášteru svatého Vojtěcha v Cáchách, zde dialektem nazývanému svatý Tolbert. Feudální dvůr svatého Tolberta ve Vaalsu, jádro vývoje obce, existuje dodnes a je sídlem Heemkundekring Sankt-Tolbert Vaals. Kromě toho byly císařskému opatství Burtscheid propůjčeny také pozemky ve Vijlenu a tamní středověký kostel.

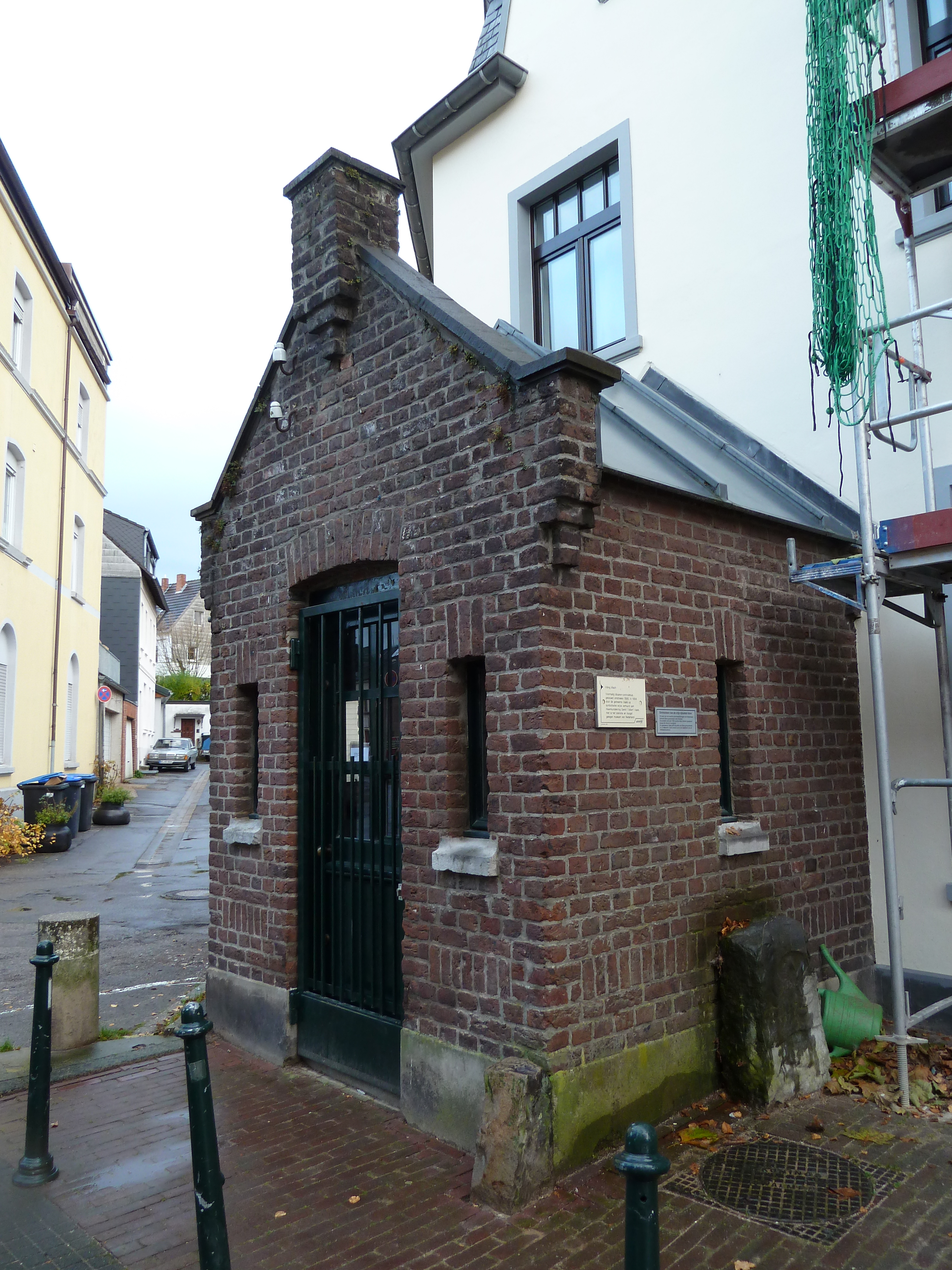
Kleine Wache (Malá strážnice)

Od pozdního středověku až do doby dobytí Napoleonem patřil Vaals k panství Land van Rode, které zase patřilo k Limburskému vévodství. Většina pozemků a statků ve Vaalsu byla převedena na různé zájmově závislé majitele, tzv. „Laten“, kteří se sdružovali do dvorského spolku a byli zastupováni volenými radními v tzv. „Latbance“. V tomto období byla hranice s tehdejšími Cáchami (Aachener Reich, Cášskou říší) opevněna cášským zemským opevněním (Aachener Landgraben), které probíhalo od Vaalserbergu dolů k Senserbachu, dále přes Lemiers k Mamelisu a nakonec až k Orsbachu a bylo na různých místech označeno orlími kameny. Na křižovatce ulic Akenerstraat a Alte Vaalser Straße se nachází malé muzeum zvané Kleine Wache (Malá strážnice, asi 1 m²), které připomíná dobu, kdy hranice ještě nebyly na rozdíl od dneška otevřené. Touto hraniční linií bylo opakovaně posouváno v oblasti starého hraničního přechodu až do okolí starého katolického kostela svatého Pavla ve Vaalsu, aby mohl být kostel protiprávně přičleněn k Cáchám.
V raném novověku se Limburské vévodství a s ním i město Vaals staly součástí Republiky spojených nizozemských provincií, která opustila Svatou říši římskou na základě Vestfálského míru z roku 1648, jímž byla ukončena osmdesátiletá i třicetiletá válka. Tato reorganizace států byla definitivně stvrzena ve smlouvě, tzv. Partagevertrag, z roku 1661 a teprve po ní probíhala hranice Vaalsu s Cáchami tak, jak probíhá dodnes.
Od této doby se Vaals stal průmyslovou lokalitou, zejména pro výrobu sukna a jehel. Město těžilo především z přísného cechovního práva v sousedním a nyní „zahraničním“ svobodném říšském městě Cáchy s jeho omezeními svobody podnikání, technologií, cen a personálu. Tato omezení vedla k tomu, že se zejména měděné hamry, jehláři a výrobci sukna stěhovali z Cách do míst, kde mohli provozovat své řemeslo bez těchto cechovních omezení. Zároveň to byla doba prvních velkých náboženských nepokojů v Cáchách, které vyústily v masivní emigraci a vyhnání cášských občanů protestantského vyznání. Z tohoto období pocházejí nálezy zlatých mincí z let 1454 až 1466 a stříbrných mincí z let 1566 až 1612, které byly nalezeny v roce 2016 při vykopávkách na Von Clermontplein. Nález je tak cenný proto, že v celém jižním Limburgu dosud nebyly nalezeny žádné takové zlaté mince.

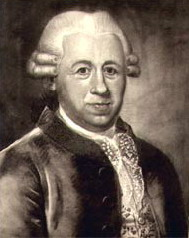
Johann Arnold von Clermont

Významný vliv na region měl cášský textilní továrník Johann Arnold von Clermont (1728–1795), který musel v roce 1761 pod tlakem protireformace opustit svou vlast. Získal pozemky ve Vaalsu a jeho okolí. Vybudoval a založil zde několik textilních továren. Jeho výrobky našly odběratele v celé Evropě, dokonce až u ruské carské dynastie. Kromě toho se Clermont jako první významně zasadil o zkanalizování mnoha potoků ve městě, což prospělo nejen průmyslu, ale i všem obyvatelům a umožnilo obdělávat velkou část dříve bažinatých lučních ploch. O hospodářský vzestup Vaalsu se však postaraly i další podnikatelské rodiny, většinou německé, jako například Binterim, Peltzer, Troistorff a Tyrell.
Vaals se stal oficiálně nizozemským v roce 1815 na základě Vídeňského kongresu, který přiřadil Cáchy k pruskému správnímu obvodu a Vaals k Nizozemskému království. Když Belgie v roce 1830 vyhlásila nezávislost, stal se Vaals v letech 1830–1839 dočasně belgickým a poté opět nizozemským.
Od roku 1890 má Vaals ve svém znaku vedle limburského lva obraz svatého Lamberta z Lutychu, který byl dříve uctíván jako patron osady Holset.
10. května 1940 vstoupil německý wehrmacht do Vaalsu. Místní velení NSDAP se přestěhovalo do rohového domu Prins-Bernhardstraat/Maastrichterlaan, kde dnes sídlí lékařská ordinace. Již předtím zde sídlila pobočka nizozemského národně socialistického hnutí ve Vaalsu.

## Osobnosti
- Johann Joseph Couven (1701–1763), německý architekt a barokní stavitel, navrhl barokní manufakturu Clermont ve Vaalsu
- Jacob Engelbert Teschemacher (1711–1782), německý varhanář
- Johann Arnold von Clermont (1728–1795), německý továrník, stavitel zámku Bloemendal (zámek ve Vaalsu)
- Otto Intze (1843–1904), německý stavební inženýr, profesor vodních staveb, stavebních konstrukcí a nauce o stavebních látkách na technické vysoké škole v Cáchách, je pohřben na protestantském hřbitově na ulici Tentstraat
- Dominikus Böhm (1880–1955), německý architekt, navrhl opatství Sv. Benetikta v Mamelisu, které bylo vystavěno v letech 1921 až 1923
- Theodore von Kármán (1881–1963), maďarsko-německo-americký inženýr; pionýr moderní aerodynamiky a leteckého výzkumu; profesor a vedoucí institutu leteckotechnické aerodynamiky na technické vysoké škole v Cáchách; žil mezi roky 1913 až 1926 ve Vaalsu
- Reiner Dick (1940–1974), německý profesor podnikové ekonomiky, zemřel v roce 1974 ve Vaalsu
- Herbert Bardenheuer (1949–2007), německý malíř, kreslíř a fotograf
- Bruce Darnell (* 19. července 1957 v Colaradu), americký choreograf a model, žije ve Vaalsu
- Willi Achten (* 1958), německý spisovatel, žije ve Vaalsu
- Leo Ketelaars (1913–1992), holandský violista, operní zpěvák, učitel zpěvu a skladatel, žil a zemřel ve Vaalsu

## Turismus

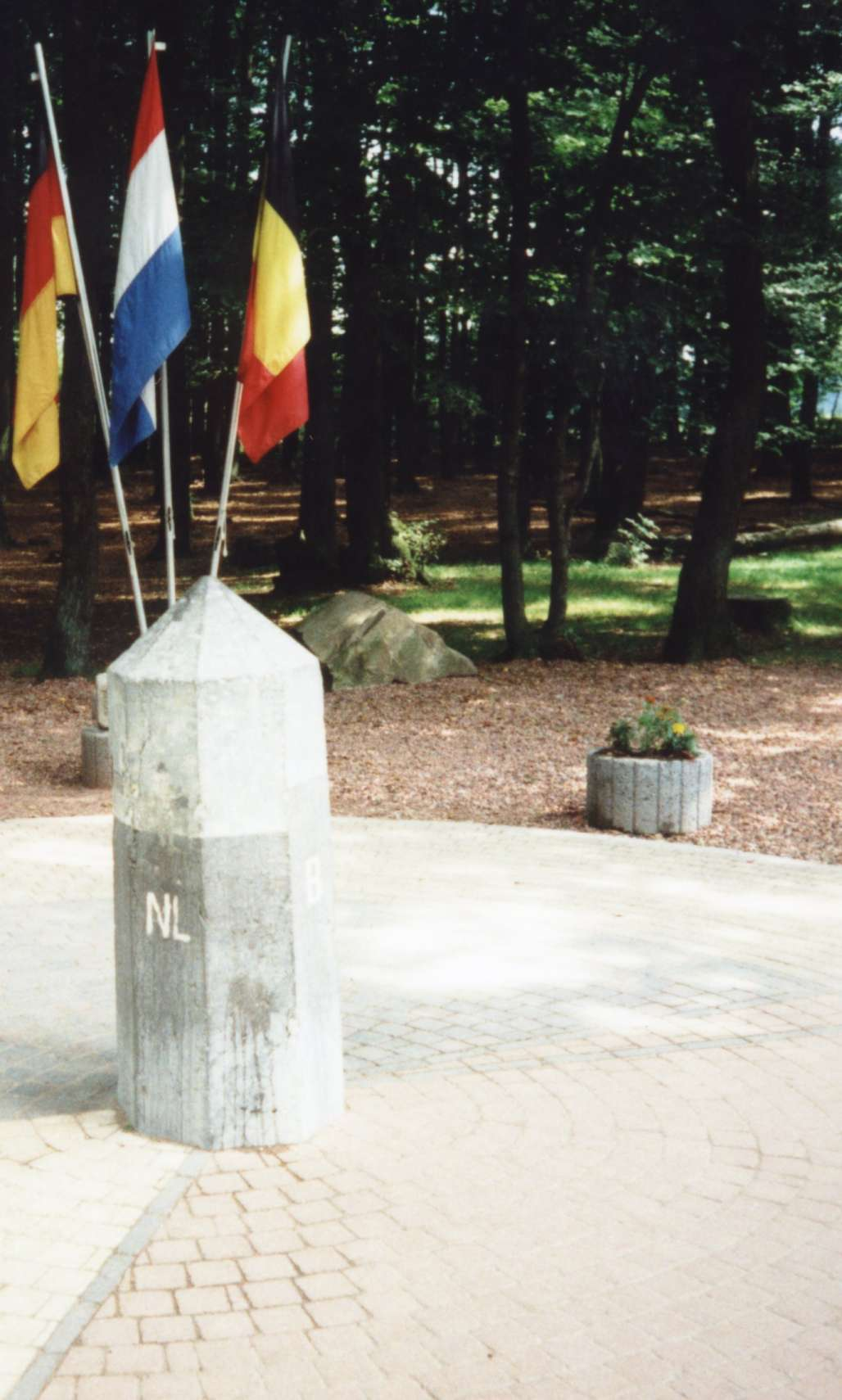
Trojmezí

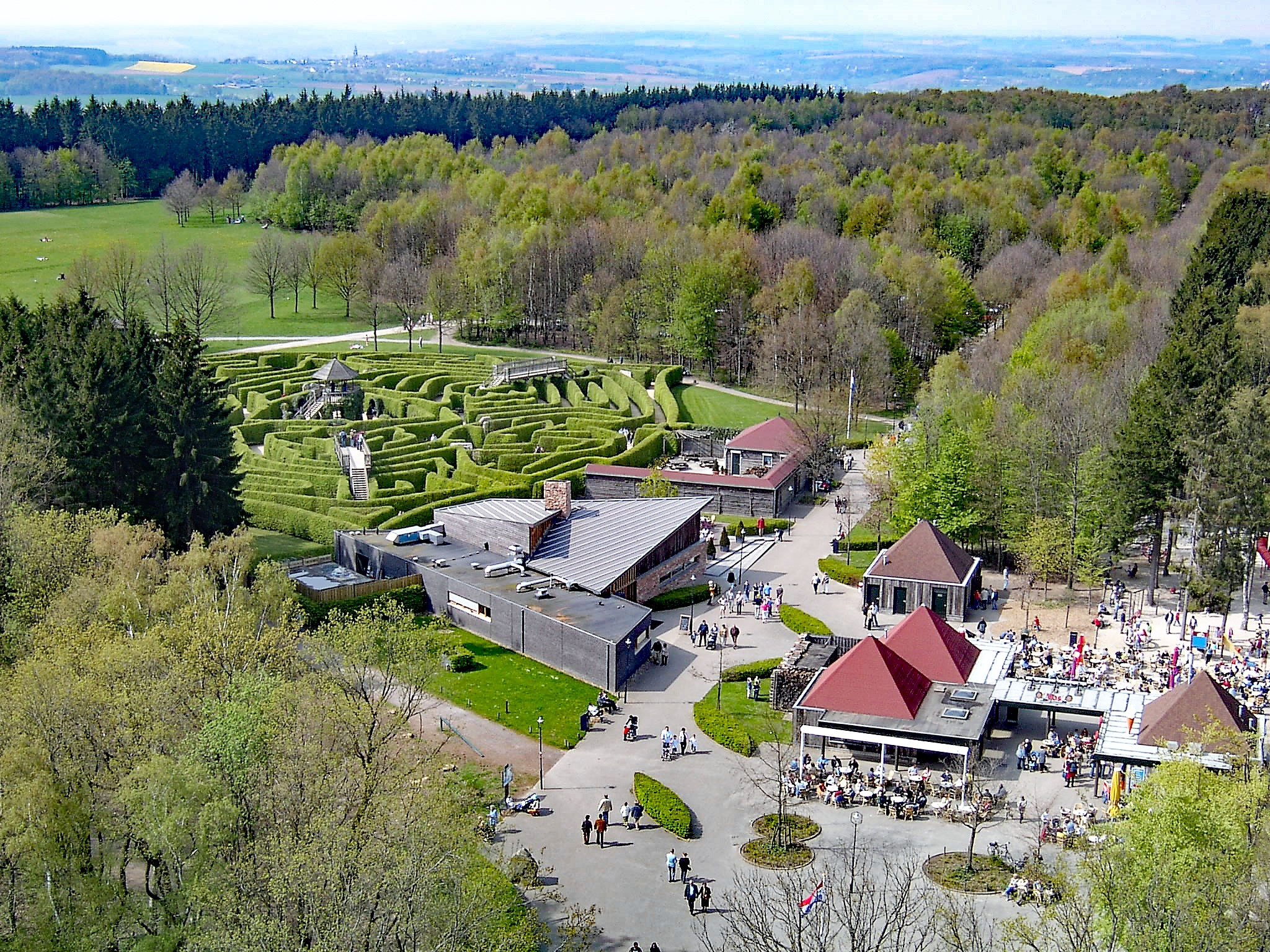
Labyrint na trojmezí Nizozemska, Belgie a Německa

Z hlediska cestovního ruchu má jak samotná obec Vaals s četnými stavbami ze 17. až 19. století, tak i celá obec Vaals co nabídnout. Na jedné straně jsou to státem vyhlášené chráněné místní oblasti v centru Vaals a ve vesnicích Raren, Cottessen, Mamelis a Lemiers s četnými památkově chráněnými starými čtvercovými usedlostmi, zámky a panskými domy, bývalými továrnami, historickými kostely a kláštery, mlýny a hrázděnými domy. Obec Vaals navíc těží ze své polohy v kopcovité krajině bohaté na lesy, k níž patří Vaalserberg s návazností na Cášský les a staré pašerácké stezky a také Vijlenský les. Magnetem pro návštěvníky regionu jsou různé turistické atrakce, například dvě rozhledny a přírodní labyrint na Vaalserbergu a dětská farma ve Vijlenském lese, dále staré mohyly z doby bronzové a několik lesních restaurací v obou lesních oblastech. Rozsáhlá síť turistických a cyklistických stezek zajišťuje dobré rozložení přílivu návštěvníků. Zejména dobře rozvinuté a přitom málo frekventované vedlejší cesty v okolí Vaalsu, které jsou částečně napojeny na Mergellandskou trasu, jsou eldorádem pro cyklisty a často jsou zařazovány jako úsek závodu Amstel Gold Race.
Kromě toho se ve Vaalsu nachází motokárová dráha, několik golfových hřišť a velký rekreační park patřící do sítě Landal GreenParks. Pro zájemce o umění město každoročně nabízí Vaalskou uměleckou stezku, během níž si lze při procházce kolem různých historických budov a míst prohlédnout četná umělecká díla. Kromě toho se za městem nachází Muzeum Vaals, které bylo zřízeno v kapli bývalého kamiliánského kláštera "Haus De Esch". Je zde vystaveno více než 200 soch svatých, obrazy Panny Marie, úmrtní oznámení a růžence, z nichž většinu věnovaly církve, kláštery a soukromé osoby.
V roce 2005 bylo údolí Gulp a Göhl u Vaalsu oceněno pěti hvězdičkami nadace Stichting Natuur en Milieu (Nadace pro přírodu a životní prostředí) jako nejkrásnější krajina v Nizozemsku a v roce 2011 bylo toto místo zařazeno do organizace Cittàslow mimo jiné za urbanistickou a krajinnou kvalitu, infrastrukturní politiku a pohostinnost.

## Zajímavosti
Po Vaalsu je pojmenovaný i jeden kráter na Marsu, který má průměr 10,6 km.